# Birpur Barahi
Birpur Barahi – gaun wikas samiti we wschodniej części Nepalu w strefie Sagarmatha w dystrykcie Saptari. Według nepalskiego spisu powszechnego z 2001 roku liczył on 1018 gospodarstw domowych i 6180 mieszkańców (3035 kobiet i 3145 mężczyzn).